# Elles Voskes
Elles Voskes (Ámsterdam, Países Bajos, 3 de agosto de 1964) es una nadadora neerlandesa retirada especializada en pruebas de estilo libre, donde consiguió ser subcampeona olímpica en 1984 en los 4 x 100 metros estilo libre.

## Carrera deportiva
En los Juegos Olímpicos de Los Ángeles 1984 ganó la medalla de plata en los relevos de 4 x 100 metros estilo libre, con un tiempo de 3:44.40 segundos, tras Estados Unidos (oro) y por delante de Alemania (bronce), siendo sus compañeras de equipo las nadadoras: Annemarie Verstappen, Desi Reijers, Conny van Bentum y Wilma van Velsen.